# 暗渡陈仓
暗度陈仓是兵法三十六計的第八計，即在戰爭中隱蔽攻擊路線，暗中迂回到敵後偷襲，攻其不備，克敵制勝。陳倉是古地名，今為陝西省寶雞市。
原文為：「示之以动，利其静而有主，益动而巽。」此计是我方利用敌人被我方佯攻、佯动的迷惑手段所蒙蔽，乘虚而入，以达到军事上的出奇制胜。「暗度陈仓」后来成为成語，指利用以明顯、不相干的行動，吸引對方的注意，再暗自採取其他行動，以達成目的。
於現代，暗度陈仓亦有偷情或從事非法勾當的意思。

## 按语
奇出于正，无正不能出奇。不明修栈道，则不能暗度陈仓。昔邓艾屯白水之北；姜维遥廖化屯白水之南，而结营焉。艾谓诸将日：“维令卒还，吾军少，法当来渡，而不作桥，此维使化持我，令不得还。必自东袭取洮城矣。”艾即夜潜军，径到洮城。维果来渡。而艾先至，据城，得以不破。此则是姜维不善用暗度陈仓之计；而邓艾察知其声东击西之谋也。

## 典故
来自楚汉战争中刘邦兵出汉中，奇袭三秦的事件。
秦朝滅亡後，項羽主宰天下。他把自己最大的競爭對手劉邦，封為漢王，治理遍遠的漢中。劉邦自知無力與項羽對抗，只好接受任命，並聽從謀士張良的建議，在前往漢中封地時，燒毀沿途所有棧道，藉此表示自己無意離開漢中，從而減輕項羽對自己的戒心。
在《西漢演義》以及元代戏曲中， 劉邦在漢中養精蓄銳後，就派大將韓信進攻關中的「三秦」諸王。劉邦為了迷惑敵人，一方面派少量士兵，假裝重修棧道；另一方面卻率領大軍，抄小路偷襲陳倉。由於三秦王以為漢軍會由棧道進攻，因此沒有在陳倉設防。結果漢軍迅速瓦解三秦，占領關中。